# Nick Bicât
Nick Bicât est un compositeur britannique de musiques de séries télévisées.

## Filmographie
- 1982 : The Disappearance of Harry (téléfilm)
- 1982 : Oliver Twist (téléfilm)
- 1982 : The Scarlet Pimpernel (en) (téléfilm)
- 1982 : Nobody's Hero (feuilleton télévisé)
- 1983 : The Irish R.M. (série télévisée)
- 1984 : Facelift
- 1984 : Lace (téléfilm)
- 1984 : To Catch a King (téléfilm)
- 1984 : A Christmas Carol (en) (téléfilm)
- 1985 : Christmas Present
- 1985 : Wetherby
- 1985 : Lace II (téléfilm)
- 1986 : Si c'était demain (If Tomorrow Comes) (feuilleton télévisé)
- 1988 : Star Trap (téléfilm)
- 1988 : Virtuoso (téléfilm)
- 1988 : Stealing Heaven
- 1989 : Strapless
- 1990 : The Laughter of God
- 1990 : L'Enfant miroir (The Reflecting Skin)
- 1992 : Framed (téléfilm)
- 1993 : The Hawk
- 1994 : Two Golden Balls (téléfilm)
- 1995 : Cruel Train (téléfilm)
- 1996 : De la part de Stella (Stella Does Tricks)
- 1997 : Holding On (feuilleton télévisé)
- 1998 : Heat of the Sun (feuilleton télévisé)
- 1998 : Undercover Heart (feuilleton télévisé)
- 1999 : Relative Strangers (feuilleton télévisé)
- 1999 : Births, Marriages and Deaths (téléfilm)
- 1999 : Hope & Glory (série télévisée)
- 1999 : Dockers (téléfilm)
- 1999 : Let Them Eat Cake (série télévisée)
- 1999 : Shockers: The Visitor (téléfilm)
- 1999 : Pig Heart Boy (série télévisée)
- 2001 : NCS: Manhunt (téléfilm)
- 2001 : Perfect (téléfilm)
- 2001 : Murphy's Law (téléfilm)
- 2001 : I Was a Rat (feuilleton télévisé)
- 2001 : Swallow (téléfilm)
- 2001 : Buried Treasure (téléfilm)
- 2001 : Micawber (téléfilm)
- 2002 : NCS Manhunt (série télévisée)
- 2002 : Fields of Gold (téléfilm)
- 2002 : Solid Geometry (téléfilm)
- 2003 : Le Planificateur (The Planman) (téléfilm)
- 2003 : Danielle Cable: Eyewitness (téléfilm)
- 2003 : Suspicion (téléfilm)
- 2004 : Carrie's War (téléfilm)
- 2004 : Whose Baby? (téléfilm)
- 2005 : Distant Shores (série télévisée)
- 2005 : The Baby War (téléfilm)
- 2005 : Last Rights (téléfilm)
- 2005 : Child of Mine (téléfilm)
- 2006 : The Family Man (téléfilm)